# Recopa Sul-Americana de 2023
A Recopa Sul-Americana de 2023, oficialmente CONMEBOL Recopa 2023, foi a 30.ª edição do torneio realizado anualmente pela Confederação Sul-Americana de Futebol (CONMEBOL). Foi disputada entre os vencedores de 2022 dos dois principais torneios de clubes da América do Sul, a Copa Libertadores, vencida pelo Clube de Regatas do Flamengo, do Brasil, e a Copa Sul-Americana, conquistada pelo clube equatoriano Independiente del Valle.
As partidas incialmente seriam em 8 e 15 de fevereiro, mas por conta da participação do time brasileiro na Copa do Mundo de Clubes da FIFA de 2022, foram remarcadas primeiramente para 22 de fevereiro e 1 de março e, depois, para 21 e 28 de fevereiro.
O Independiente del Valle solicitou a CONMEBOL que a primeira partida fosse disputada no estádio Banco Guayaquil, em Quito, com capacidade para 12 000 espectadores. Normalmente, a Confederação utiliza estádios maiores para realização de grandes jogos. A entidade atendeu o pedido.

## Regulamento
A Recopa Sul-Americana é disputada em jogos de ida e volta, sendo que o campeão da Copa Libertadores tem a primazia de realizar o segundo jogo em casa. Ao final dos 90 minutos regulamentares no jogo de volta, pode ser necessário mais 30 minutos de prorrogação em caso de igualdade no placar agregado (a regra do gol fora de casa não é aplicada). Persistindo o empate, o título é decidido em disputa por pênaltis.

## Antecedentes
É a segunda vez que Flamengo e Independiente del Valle participam da competição, exatamente reeditando a edição de 2020. Naquela edição, o Flamengo havia conquistado a Copa Libertadores da América de 2019 — pela segunda vez, depois de 38 anos — ao vencer o River Plate, da Argentina, por 2–1, e o Independiente del Valle, a Copa Sul-Americana de 2019 — pela primeira vez — ao vencer a final contra o Colón, também da Argentina, por 3–1.
| Clube                   | País    | Qualificação                                    | Participação (anteriores) |
| ----------------------- | ------- | ----------------------------------------------- | ------------------------- |
| Flamengo                | Brasil  | Campeão da Copa Libertadores da América de 2022 | 2.ª (2020)                |
| Independiente del Valle | Equador | Campeão da Copa Sul-Americana de 2022           | 2.ª (2020)                |

### Transmissão
Os direitos de transmissão em TV fechada pertence à ESPN e, no streaming, à Star+. Entretanto, alguns portais de internet acompanharão a transmissão ao vivo, como o ge e o Placar UOL.

## Jogos

### Jogo da ida
| 21 de fevereiro | Independiente del Valle | 1 − 0                | Flamengo | Estádio Banco Guayaquil, Quito |
| 19:30 (UTC−5)   | Carabajal 69'           | Relatório (CONMEBOL) |          | Árbitro: CHI Piero Maza (FIFA) |

| Ind. del Valle | Flamengo |

| G              | 1  | Moisés Ramírez       | 40' |       |
| Z              | 14 | Mateo Carabajal      | 77' |       |
| Z              | 5  | Richard Schunke      |     |       |
| Z              | 2  | Agustín García Basso |     |       |
| M              | 13 | Matías Fernández     |     |       |
| M              | 16 | Cristian Pellerano   |     | 73'   |
| M              | 8  | Lorenzo Faravelli    | 37' |       |
| M              | 15 | Beder Caicedo        |     | 84'   |
| M              | 10 | Junior Sornoza       | 90' | 90+3' |
| A              | 19 | Lautaro Díaz         |     | 73'   |
| A              | 9  | Kevin Rodríguez      | 52' | 84'   |
| Reservas:      |    |                      |     |       |
| G              | 22 | Kleber Pinargote     |     |       |
| Z              | 4  | Anthony Landázuri    |     |       |
| Z              | 17 | Gustavo Cortez       |     |       |
| Z              | 31 | Esnáider Cabezas     |     |       |
| M              | 7  | Jordy Alcívar        |     | 84'   |
| M              | 21 | Nicolás Previtali    |     | 90+3' |
| M              | 51 | Yaimar Medina        |     |       |
| M              | 54 | Patrik Mercado       |     |       |
| M              | 55 | Kendry Páez          |     |       |
| A              | 11 | Michael Hoyos        |     | 73'   |
| A              | 50 | Alan Minda           |     | 84'   |
| A              | 80 | Julio Joao Ortiz     | 88' | 73'   |
| Técnico:       |    |                      |     |       |
| Martín Anselmi |    |                      |     |       |

| G             | 1  | Santos            |       |     |
| LD            | 2  | Varela            |       |     |
| Z             | 15 | Fabrício Bruno    | 66'   |     |
| Z             | 23 | David Luiz        | 90'   |     |
| LE            | 6  | Ayrton Lucas      |       |     |
| M             | 7  | Éverton Ribeiro   |       | 78' |
| M             | 8  | Thiago Maia       |       | 86' |
| M             | 32 | Arturo Vidal      | 34'   |     |
| M             | 14 | De Arrascaeta     |       |     |
| A             | 10 | Gabi              | 90+7' |     |
| A             | 9  | Pedro             | 40'   | 63' |
| Reservas:     |    |                   |       |     |
| G             | 25 | Matheus Cunha     |       |     |
| Z             | 3  | Rodrigo Caio      |       |     |
| Z             | 30 | Pablo             |       |     |
| Z             | 33 | Cleiton           |       |     |
| Z             | 34 | Matheuzinho       |       |     |
| M             | 5  | Erick             |       | 63' |
| M             | 19 | Lorran            |       |     |
| M             | 42 | Matheus França    |       |     |
| M             | 48 | Igor Jesus        |       |     |
| A             | 11 | Everton           |       | 78' |
| A             | 40 | Matheus Gonçalves |       | 86' |
| A             | 46 | Matheusão         |       |     |
| Técnico:      |    |                   |       |     |
| Vítor Pereira |    |                   |       |     |

| Bandeirinhas: CHI José Retamal (FIFA) CHI Claudio Urrutia (FIFA) Quarto árbitro: CHI Cristian Garay (FIFA) Quinto árbitro: CHI Miguel Rocha (FIFA) | Árbitro assistente de vídeo: CHI Juan Lara (FIFA) Árbitros assistentes de árbitro de vídeo: CHI Rodrigo Carvajal (FIFA) CHI Edson Cisternas (FIFA) VEN Juan Soto (FIFA) |

### Jogo da volta
| 28 de fevereiro | Flamengo            | 1 – 0 (pro)          | Independiente del Valle | Estádio do Maracanã, Rio de Janeiro                |
| 21:30 (UTC−3)   | De Arrascaeta 90+6' | Relatório (CONMEBOL) |                         | Público: 65 739 Árbitro: URU Andrés Matonte (FIFA) |

|                                              |     | Penalidades                                 |  |
| De Arrascaeta David Luiz Everton Gerson Gabi | 4–5 | Faravelli Hoyos Previtali Schunke Landázuri |  |

| Flamengo | Ind. del Valle |

| G             | 1  | Santos            |       |      |
| LD            | 2  | Varela            | 65'   | 82'  |
| Z             | 15 | Fabrício Bruno    |       |      |
| Z             | 23 | David Luiz        | 74'   |      |
| LE            | 6  | Ayrton Lucas      |       | 112' |
| M             | 7  | Éverton Ribeiro   | 39'   | 82'  |
| M             | 8  | Thiago Maia       | 44'   | 72'  |
| M             | 32 | Arturo Vidal      | 45+1' | 72'  |
| M             | 14 | De Arrascaeta     |       |      |
| A             | 10 | Gabi              |       |      |
| A             | 9  | Pedro             |       | 112' |
| Reservas:     |    |                   |       |      |
| G             | 25 | Matheus Cunha     |       |      |
| Z             | 3  | Rodrigo Caio      |       |      |
| Z             | 30 | Pablo             |       |      |
| Z             | 34 | Matheuzinho       |       | 82'  |
| M             | 19 | Lorran            |       |      |
| M             | 20 | Gerson            |       | 72'  |
| M             | 42 | Matheus França    |       |      |
| M             | 48 | Igor Jesus        |       |      |
| A             | 11 | Everton           |       | 72'  |
| A             | 31 | Marinho           |       | 112' |
| A             | 40 | Matheus Gonçalves |       | 82'  |
| A             | 46 | Matheusão         | 114'  | 112' |
| Técnico:      |    |                   |       |      |
| Vítor Pereira |    |                   |       |      |

| G              | 1  | Moisés Ramírez       | 110'  |       |
| Z              | 14 | Mateo Carabajal      | 45+1' |       |
| Z              | 5  | Richard Schunke      |       |       |
| Z              | 2  | Agustín García Basso |       |       |
| LD             | 13 | Matías Fernández     |       | 90+2' |
| M              | 16 | Cristian Pellerano   | 14'   | 100'  |
| M              | 8  | Lorenzo Faravelli    |       |       |
| M              | 15 | Beder Caicedo        | 90+1' | 99'   |
| M              | 7  | Jordy Alcívar        | 63'   | 63'   |
| M              | 10 | Junior Sornoza       |       | 72'   |
| A              | 19 | Lautaro Díaz         |       | 72'   |
| Reservas:      |    |                      |       |       |
| G              | 22 | Kleber Pinargote     |       |       |
| Z              | 4  | Anthony Landázuri    |       | 72'   |
| Z              | 17 | Gustavo Cortez       |       | 99'   |
| Z              | 31 | Esnáider Cabezas     |       |       |
| M              | 21 | Nicolás Previtali    |       | 100'  |
| M              | 51 | Yaimar Medina        |       |       |
| M              | 54 | Patrik Mercado       |       | 90+2' |
| M              | 55 | Kendry Páez          |       |       |
| A              | 9  | Kevin Rodríguez      |       | 63'   |
| A              | 11 | Michael Hoyos        |       | 72'   |
| A              | 50 | Alan Minda           |       |       |
| Técnico:       |    |                      |       |       |
| Martín Anselmi |    |                      |       |       |

| Bandeirinhas: URU Nicolas Tarán (FIFA) URU Martin Soppi (FIFA) Quarto árbitro: URU José Javier Burgos Terrazo (FIFA) Quinto árbitro: URU Andrés Nievas (FIFA) | Árbitro assistente de vídeo: URU Andrés Cunha (FIFA) Árbitros assistentes de árbitro de vídeo: URU Gustavo Adrian Tejera Capo (FIFA) URU Richard Trinidad (FIFA) URU Leodan González (FIFA) |

## Premiação
| Recopa Sul-Americana de 2023                 |
| Equador                                      |
| -------------------------------------------- |
| INDEPENDIENTE DEL VALLE Campeão (1.º título) |